# Équipe du pays de Galles de rugby à XV au Tournoi des Cinq Nations 1911
L'Équipe du pays de Galles de rugby à XV au Tournoi des Cinq Nations 1911 termine première en réussissant un Grand chelem (quatre victoires en quatre matches). Cette victoire est la dernière d’une série de sept victoires en douze ans dans le tournoi, de 1900 à 1911. Cette équipe compte alors des joueurs de talent comme Twyber Travers, Dicky Owen, William Trew. D'autres joueurs ont contribué à ce succès dont liste complète est donnée ci-après.

## Liste des joueurs

### Première ligne
- Jim Birch (2 matches)
- William Evans (1 match)
- Harry Jarman (1 match)
- Joe Pugsley (4 matches, 1 essai)
- Twyber Travers (3 matches)

### Deuxième ligne
- Percy Coldrick (3 matches)
- Bill Perry (1 match)
- Rees Thomas (2 matches, 1 essai)
- Jim Webb (4 matches, 1 essai)

### Troisième ligne
- Tom Evans (4 matches)
- Ivor Morgan (3 matches, 2 essais)
- David Thomas (4 matchs)

### Demi de mêlée
- Dicky Owen (4 matches, 1 essai)

## Demi d’ouverture
- William Trew (4 matches) capitaine 3 matchs

### Trois-quarts centre
- Louis Dyke (3 matches, 2 transformations)
- Billy Spiller (4 matches, 3 essais, 1 drop)

### Trois-quarts aile
- Reggie Gibbs (4 matches, 5 essais)
- Johnny Williams (4 matches, 3 essais) capitaine 1 match

### Arrière
- Jack Bancroft (3 matches, 5 transformations, 1 pénalité)
- Fred Birt (2 matches, 1 pénalité)

## Résultats des matches
- Le 21 janvier victoire 15-11 contre l'équipe d'Angleterre à Swansea
- Le 4 février, victoire 32-10 contre l'équipe d'Écosse à Inverleith, Édimbourg
- Le 28 février, victoire 15-0 contre l'équipe de France à Paris
- Le 11 mars, victoire 16-0 contre l'équipe d'Irlande à Cardiff

## Points marqués par les Gallois

### Match contre l'Angleterre
- Reggie Gibbs (3 points, 1 essai)
- Ivor Morgan (3 points, 1 essai)
- Joe Pugsley (3 points, 1 essai)
- Billy Spiller (3 points, 1 essai)
- Fred Birt (3 points, 1 pénalité)

### Match contre l'Écosse
- Billy Spiller (10 points, 2 essais, 1 drop)
- Reggie Gibbs (9 points, 3 essais)
- Johnny Williams (6 points, 2 essais)
- Rees Thomas (3 points, 1 essai)
- Louis Dyke (4 points, 2 transformations)

### Match contre la France
- Jack Bancroft (6 points, 3 transformations)
- Dicky Owen (3 points, 1 essai)
- Ivor Morgan (3 points, 1 essai)
- Johnny Williams (3 points, 1 essai)

### Match contre l'Irlande
- Jack Bancroft (6 points, 3 transformations)
- Jim Webb (3 points, 1 essai)
- Reggie Gibbs (3 points, 1 essai)